# Claudio Vivas
Claudio Alejandro Vivas (Rosario, Santa Fe, 12 de agosto de 1968) es un exfutbolista y entrenador de fútbol argentino. Actualmente está sin club.

## Trayectoria
Vivas se formó como jugador de fútbol en las divisiones inferiores de Newell's Old Boys, su posición era la de arquero.Se retiró tan solo a los 18 años para comenzar su carrera como entrenador, empezó dirigiendo a los menores del club rosarino donde conoció a Marcelo Bielsa.Cuando este último llegó a dirigir al primer equipo en 1990, convocó a Vivas como su asistente técnico y más tarde lo acompañaría en el Atlas de Guadalajara (1992-1994), Vélez Sarsfield (1997-1998) y la Selección de fútbol de Argentina (1998-2004).
Luego de un paso por las categorías inferiores de Estudiantes de La Plata,hizo su debut como entrenador de un primer equipo dirigiendo a Argentinos Juniors en 2009.Posteriormente, también dirigió a Racing Club e Instituto de Córdoba durante los siguientes años.
En 2011 volvió a trabajar como segundo entrenador en el comando técnico que Marcelo Bielsa formó en el Athletic Club.El 2013 llegó al Sporting Cristal de Perú, donde dejó grata impresión tras instaurar el "estilo bielsista" de juego ofensivo, a pesar de eso se tuvo que retirar pues llevó un proyecto de corto plazo.En 2014 se hizo cargo de la sub-20 de la selección de fútbol de Chile.
El 5 de agosto de 2015, asumió como entrenador interino de Banfield después de la renuncia de Matías Almeyda.Tres semanas más tarde, fue ratificado en su cargo hasta el final del campeonato, donde logró clasificar a la Copa Sudamericana 2016.Luego de ser confirmado para la temporada 2016, el 20 de marzo fue relevado de sus funciones tras una serie de malos resultados.
En febrero de 2017, asumió como coordinador general de las inferiores de Boca Juniors.Sin embargo, en enero de 2019 fue despedido de su cargo cuando le faltaban once meses para la finalización de su contrato.
El 9 de febrero de 2019, inició su segunda etapa al frente del Sporting Cristal.Luego de obtener malos resultados, fue relevado de sus funciones el 14 de septiembre.
En diciembre de 2019, fue confirmado como entrenador del Club Bolívar.El 22 de octubre de 2020, fue despedido de su cargo después de quedar eliminado de la Copa Libertadores.
El 23 de abril de 2021, asumió como técnico del Cusco FC.Sin embargo, cuatro meses más tarde, la directiva del club decidió rescindir su contrato a partir de una serie de malos resultados que acercaban al equipo a los puestos de descenso.
En mayo de 2022, comenzó su segundo ciclo en Banfield y firmó un contrato hasta diciembre de 2023. El 5 de octubre, fue relevado de sus funciones por decisión de la directiva del club.
El 13 de diciembre de 2022, fue anunciado como Director Deportivo de Selecciones Nacionales en Costa Rica.En agosto de 2023, fue puesto a cargo del seleccionado de manera interina tras la destitución del Luis Fernando Suárezhasta la designación de Gustavo Alfaro el 3 de noviembre.En agosto de 2024, asumió interinamente al frente del seleccionado costarricense.El 20 de noviembre, se anunció su salida del seleccionado centroamericano.

## Clubes

### Como segundo entrenador
| Club                    | País      | Año         |
| ----------------------- | --------- | ----------- |
| Newell's Old Boys       | Argentina | 1990 - 1992 |
| Atlas                   | México    | 1992 - 1994 |
| Club América            | México    | 1995 - 1996 |
| Vélez Sarsfield         | Argentina | 1997 - 1998 |
| R. C. D. Espanyol       | España    | 1998        |
| Selección de Argentina  | Argentina | 1998 - 2004 |
| Athletic Club de Bilbao | España    | 2011 - 2013 |

### Como entrenador
| Equipo                             | País       | Año       |
| ---------------------------------- | ---------- | --------- |
| Argentinos Juniors                 | Argentina  | 2008-2009 |
| Racing Club                        | Argentina  | 2009-2010 |
| Instituto Atlético Central Córdoba | Argentina  | 2010-2011 |
| Sporting Cristal                   | Perú       | 2013      |
| Selección sub-20 de Chile          | Chile      | 2014      |
| Banfield                           | Argentina  | 2015-2016 |
| Sporting Cristal                   | Perú       | 2019      |
| Bolívar                            | Bolivia    | 2019-2020 |
| Cusco F. C.                        | Perú       | 2021      |
| Banfield                           | Argentina  | 2022      |
| Selección de Costa Rica            | Costa Rica | 2023      |
| Selección sub-23 de Costa Rica     | Costa Rica | 2023      |
| Selección de Costa Rica            | Costa Rica | 2024      |

## Estadísticas

### Como entrenador

#### Clubes
| Equipo                       | Div                       | Año                       | PJ  | PG | PE | PP | GF  | GC  | DG  | Pts | Rendimiento |
| ---------------------------- | ------------------------- | ------------------------- | --- | -- | -- | -- | --- | --- | --- | --- | ----------- |
| Argentina                    | 1.ª                       | Copa América 1999         | 1   | 1  | 0  | 0  | 2   | 0   | +2  | 3   | 100%        |
| Argentina                    | 1.ª                       | Olímpico                  | 1   | 1  | 0  | 0  | 2   | 1   | +1  | 3   | 100%        |
| Argentina                    | Total                     | Total                     | 2   | 2  | 0  | 0  | 4   | 1   | +3  | 6   | 100%        |
| Argentinos Juniors Argentina | 1.ª                       | 2008-09                   | 15  | 2  | 7  | 6  | 17  | 26  | -9  | 13  | 28.89%      |
| Argentinos Juniors Argentina | Total                     | Total                     | 15  | 2  | 7  | 6  | 17  | 26  | -9  | 13  | 28.89%      |
| Racing Club Argentina        | 1.ª                       | 2009-10                   | 11  | 4  | 0  | 7  | 13  | 19  | -6  | 12  | 36.36%      |
| Racing Club Argentina        | Total                     | Total                     | 11  | 4  | 0  | 7  | 13  | 19  | -6  | 12  | 36.36%      |
| Instituto Argentina          | 2.ª                       | 2010-11                   | 33  | 10 | 16 | 7  | 34  | 29  | +5  | 46  | 46.46%      |
| Instituto Argentina          | Total                     | Total                     | 33  | 10 | 16 | 7  | 34  | 29  | +5  | 46  | 46.46%      |
| Sporting Cristal · Perú      | 1.ª                       | 2013                      | 15  | 9  | 2  | 4  | 29  | 14  | +15 | 29  | 64.44%      |
| Sporting Cristal · Perú      | Total                     | Total                     | 15  | 9  | 2  | 4  | 29  | 14  | +15 | 29  | 64.44%      |
| Banfield Argentina           | 1.ª                       | 2015                      | 14  | 8  | 4  | 2  | 17  | 14  | +3  | 28  | 66.67%      |
| Banfield Argentina           | 1.ª                       | 2016                      | 8   | 1  | 4  | 3  | 10  | 13  | -3  | 7   | 29.17%      |
| Banfield Argentina           | Total                     | Total                     | 22  | 9  | 8  | 5  | 27  | 27  | 0   | 35  | 53.03%      |
| Sporting Cristal · Perú      | 1.ª                       | 2019                      | 23  | 12 | 6  | 5  | 41  | 22  | +19 | 42  | 60.87%      |
| Sporting Cristal · Perú      | 1.ª                       | Copa Bicentenario 2019    | 6   | 3  | 3  | 0  | 9   | 5   | +4  | 12  | 66.67%      |
| Sporting Cristal · Perú      | 1.ª                       | Libertadores 2019         | 6   | 2  | 1  | 3  | 8   | 11  | -3  | 7   | 38.89%      |
| Sporting Cristal · Perú      | 1.ª                       | Sudamericana 2019         | 2   | 1  | 0  | 1  | 3   | 3   | 0   | 3   | 50%         |
| Sporting Cristal · Perú      | Total                     | Total                     | 37  | 18 | 10 | 9  | 61  | 41  | +20 | 64  | 57.66%      |
| Sporting Cristal · Perú      | Total en Sporting Cristal | Total en Sporting Cristal | 52  | 27 | 12 | 13 | 90  | 55  | +35 | 93  | 59.62%      |
| Bolívar · Bolivia            | 1.ª                       | 2020                      | 12  | 6  | 2  | 4  | 28  | 17  | +11 | 20  | 55.56%      |
| Bolívar · Bolivia            | 1.ª                       | Libertadores 2020         | 6   | 1  | 1  | 4  | 6   | 13  | -7  | 4   | 22.22%      |
| Bolívar · Bolivia            | Total                     | Total                     | 18  | 7  | 3  | 8  | 34  | 30  | +4  | 24  | 44.44%      |
| Cusco FC · Perú              | 1.ª                       | 2021                      | 5   | 1  | 2  | 2  | 6   | 6   | 0   | 5   | 33.33%      |
| Cusco FC · Perú              | 1.ª                       | Copa Bicentenario 2021    | 2   | 0  | 1  | 1  | 3   | 4   | -1  | 1   | 16.67%      |
| Cusco FC · Perú              | 1.ª                       | 2021                      | 7   | 1  | 2  | 4  | 12  | 13  | -1  | 5   | 23.81%      |
| Cusco FC · Perú              | Total                     | Total                     | 14  | 2  | 5  | 7  | 21  | 23  | -2  | 11  | 26.19%      |
| Banfield Argentina           | 1.ª                       | 2022                      | 23  | 6  | 8  | 9  | 22  | 26  | -4  | 25  | 37.68%      |
| Banfield Argentina           | 1.ª                       | Sudamericana 2022         | 2   | 0  | 2  | 0  | 2   | 2   | 0   | 2   | 33.33%      |
| Banfield Argentina           | 1.ª                       | Copa Argentina 2021-22    | 3   | 2  | 1  | 0  | 5   | 2   | +3  | 7   | 77.78%      |
| Banfield Argentina           | Total                     | Total                     | 28  | 8  | 11 | 9  | 29  | 30  | -1  | 35  | 41.67%      |
| Banfield Argentina           | Total en Banfield         | Total en Banfield         | 50  | 17 | 19 | 14 | 56  | 57  | -1  | 66  | 44%         |
| Total en equipos             | Total en equipos          | Total en equipos          | 195 | 71 | 62 | 62 | 269 | 241 | +12 | 275 | -           |

 Actualizado de acuerdo al último partido jugado el 4 de octubre de 2022.

#### Selecciones
| Selección         | Año   | PJ | PG | PE | PP | GF | GC | DG | Pts | Rendimiento |
| ----------------- | ----- | -- | -- | -- | -- | -- | -- | -- | --- | ----------- |
| Chile Sub-20      | 2014  | 11 | 1  | 5  | 5  | 18 | 26 | -8 | 8   | 24.24%      |
| Costa Rica        | 2023  | 2  | 1  | 0  | 1  | 4  | 5  | -1 | 3   | 50%         |
| Costa Rica Sub-23 | 2023  | 2  | 1  | 1  | 0  | 5  | 4  | 1  | 4   | 66.67%      |
| Total             | Total | 15 | 3  | 6  | 6  | 27 | 35 | -7 | 15  | 33.33%      |